# Козлов, Владимир Петрович (конькобежец)
Козлов Владимир Петрович (род. 1 августа 1959, Усть-Каменогорск — 14 ноября 2016, Усть-Каменогорск ) — советский конькобежец. Участник зимних Олимпийских игр 1984 года

## Биография
Владимир Козлов родился 1 августа 1959 года в городе Усть-Каменогорск Восточно-Казахстанской области (сейчас в Казахстане).
Первоначально успешно занимался прыжками с трамплина, однако затем под влиянием успехов своего земляка, конькобежца, чемпиона СССР Сергея Рябева,
переключился на конькобежный спорт. Выступал в соревнованиях за «Динамо» из Усть-Каменогорска.
В 1982 году впервые выступил на чемпионате мира в спринтерском многоборье в Алкмаре В первый день Козлов стал вторым на дистанции 500 метров, а во второй день — первым, установив мировой рекорд для равнинных катков — 37,80 секунды. В сумме многоборья занял 4 место..
В 1983 году участвовал в чемпионате мира в спринтерском многоборье в Хельсинки. Занял в итоговом зачёте 5-е место, однако снова успешно выступил на 500-метровке, заняв первое и третье места.
.  "...Его взрывной, яростный бег сравнивают с лучшими образцами советской спринтерской школы.." (газета Советский Спорт, январь 1984г.)
В 1984 году стал первым на чемпионате СССР на 500м. и вошёл в состав сборной СССР на зимних Олимпийских играх в Сараево, Югославия.. На дистанции 500 метров занял 6-е место, показав результат 38,57 секунды и уступив 38 сотых завоевавшему золото Сергею Фокичеву из СССР.
Мастер спорта СССР международного класса.
Жил и похоронен в Казахстане.

## Личные рекорды
- 500 метров — 37,10 (1981)[2]
- 1000 метров — 1.15,32 (1982)[2]
- 1500 метров  — 2.04,48 (1978)[2]
- 5000 метров — 7.50,43 (1979)[2]